# フランス・メトロポリテーヌ
フランス・メトロポリテーヌ（フランス語: France métropolitaineまたはla Métropole）は、ヨーロッパにあるフランス共和国の領土の総称である。この名称はフランスでは日常的に使われているが、行政的な意味は持たない。実際、海外領土にはヨーロッパ地域と全く同じ行政上の地位が与えられている。メトロポリテーヌにはヨーロッパ大陸にあるフランス領土の他、大西洋、イギリス海峡、地中海にある島々、またコルシカ島もこれに含まれる。
フランス・メトロポリテーヌは、ヨーロッパにないフランス共和国領土を意味するフランス・ドゥトル＝メール（仏: France d'outre-mer、フランスの海外県・海外領土）とは異なる。海外領土では、フランス・メトロポリテーヌの人をメトロポリタン（métropolitain）の略でメトロ（métro）と呼ぶことがある。

## 概説
この名称は、フランス帝国のメトロポリ(本国)と植民地とを2分割化した、植民地時代の遺物である。今日、この名称は一般的な用語にすぎないが、フランス国家を構成する異なる地域間を差別化する制度が長年続いてきたことを意味する。一部の政治家たちは、帝国主義時代の大都市と植民地の間の歴史的な区別を正当化する権威に従うことを拒み、大陸フランス（フランス・コンティナンタル、France continentale）またはエグザゴナル（hexagonale、六角形。ヨーロッパ大陸にあるフランス領土のかたちから）に替わる言葉として用いないよう注意している。
フランス・メトロポリテーヌの面積は547,030km²で、共和国全体の80％を占めている。2011年当初の人口は63,136,180人だった。これは共和国全体の95.9％である。2008年3月1日時点では、フランスのコミューン全体の36,783箇所のうち36,571が、メトロポリテーヌに属していた。
フランス・コンティナンタルという用語は、コルシカ島を除くフランス・メトロポリテーヌの領域についてまれに用いられる。これは誤った名称である。ギュイヤンヌ・フランセーズは南アメリカ大陸、アデリーランドは南極大陸に属するからである。
メトロポリタン・ド・パッサージュ（Les métropolitains de passage、海を渡ったフランス・メトロポリテーヌ出身者）またはエクスパトリエ・ズトル＝メール（expatriés outre-mer、直訳すると海外領土駐在員）は、口語的な用法として、メトロ（métros）またはゾレイユ（zoreilles。レユニオンにおいて、フランス・メトロポリテーヌ出身者を指す）と呼ばれている。しかし彼らの多くは自らをメトロと修飾することで、かつて認識されていた否定的な意味合いを消してしまっているのである。
メトロポリテーヌの形状から、フランスではエグザゴーヌ（hexagone）の愛称が与えられている。この名称は、1988年に発行された1フラン硬貨（通称フラン・ドゴール）や、フランス発行ユーロ硬貨の1ユーロ、2ユーロに見つけることができる。
ヨーロッパおよび国際法では、シェンゲン条約地域に含まれるフランス領土であることを特に記述する必要があるため、『フランス内のヨーロッパ地域』（Territoire européen de la France）という用語が用いられる。日本では、外務省が「フランス共和国のヨーロッパ県」という表記を用いている（例:2000年締結の日仏政府間ワーキング・ホリデー査証協定）。